# Stephen Albert
Stephen Albert (født 6. februar 1941 i New York City, New York - død 27. december 1992 i Cape Cod, Massachusetts, USA) var en amerikansk komponist og lærer.
Albert studerede klaver, valhorn og trompet som barn, og begyndte at studere komposition som 15 årig hos Elie Siegmeister. Herefetr kom han på Eastman School of Music, hvor han studerede komposition med Bernard Rogers. Han studerede senere hos Karl-Birger Blomdahl i Stockholm og George Rochberg på University of Pennsylvania. Han har skrevet 2 symfonier, orkesterværker, kammermusik, koncertmusik, korværker, sange etc. Alberts mest berømte værk er nok cellokoncerten fra (1987). Han underviste i komposition på bl.a. Juilliard School of Music og Boston University. Albert blev dræbt i en trafikulykke i Truro, Massachusetts i Cape Cod (1992).

## Udvalgte værker
- Symfoni nr. 1 "Flodløb" (1985) - for orkester
- Symfoni nr. 2 (1992) - for orkester
- Cellokoncert (1987) - for cello og orkester
- Fjerne bjerge (1989) - for orkester